# Harry Lubse
Heinricus Carolus Gerardus Lubse (Eindhoven, 21 settembre 1951) è un ex calciatore olandese.

## Palmarès
- Campionato olandese: 3

PSV Eindhoven: 1975, 1976, 1978
- Coppa UEFA: 1

PSV Eindhoven: 1978